# 新保守主義
新保守主義（英語：Neo-conservatism）是出现于美国20世纪70年代的保守主义政治思想、动向及運動，因不滿新左派的改革而產生。

## 定义
《大不列颠百科全书》對此的定義是：「结合了传统保守主义的特征与政治个人主义以及对自由市场的认同的一种保守主义政治意识形态的变体。新保守主义于1970年代在美国的知识分子中兴起，他们都厌恶共产主义，蔑视1960年代的反文化，尤其是其政治激进主义及其对权威、习俗和传统的敌意。」
《牛津词典》對此的定義是：「以稍微不同的形式回归传统保守主义的政治、经济、宗教等信仰。」
《剑桥词典》對此的定義是：「持保守或右翼政治立场，坚信自由市场，并认为他们的国家应该使用其军事力量介入或试图控制其他国家的问题的人。」
《韦氏词典》對此的定義是：「1. 支持政治保守主义的原自由主义者；2. 主张以军事手段促进民主和美国国家利益的保守主义意识形态。」

## 歷史

### 起源
著名政治哲學家列奥·施特劳斯教授被視為新保守主義的開創人，著名記者欧文·克里斯托院士則因提出了許多後來成為新保守主義核心信念的觀點一事而被認為是新保守主義的創立人。

### 創立
1973年, 擁護民主社會主義的作家邁克爾·哈林頓（Michael Harrington）教授創造了「新保守主義」一詞來稱呼那些因對民主黨所實施的政策感到不滿而轉向保守派的自由派人士。後來被欧文·克里斯托等人採用為對於他們所奉信的意識型態的稱呼。

### 興起
新保守主義活躍時期為二十世紀八十年代（罗纳德·里根總統執政時期）至二十一世紀一十年代。主要主張有增強民間的保守主義勢力、政府不干預市場經濟自由競爭，主張自由貿易、推行減稅、削減社會福利（但不像舊保守主義者那樣主張完全消除福利國家的存在性）、反對積極平權措施、小政府主义等。其它主張有：反對多元文化主義、強調愛國主義、以主動進行對外戰爭來制裁恐怖份子等，新保守主義主導共和党主流政治50多年，直至2020年代。
新保守主義在1960年代的美國開始出現，並於1970年代成型，共和黨在理查德·尼克森後成為主要被推崇的政黨，在已故總統罗纳德·里根、前任總統老布希及小布希執政期間，在外交政策上均支持新保守主義，已故英國首相撒切尔夫人在外交政策方面上也被認為是新保守主義者。
新保守主義之所以稱之為「新」，是有以下兩個原因。第一，當時提出這種主義的是具自由主義及社會主義背景者，不少均是首度接觸保守主義；第二，新保守主義較為曲解現時的保守社會政治思維，這種主義是從不少二戰後的知識根源中導出，包括文藝批判及社會科學。新保守主义把一切知识意识形态化。新保守主义與舊保守主义相比，舊保守主义有貿易保護主義和孤立主義的傳統，新保守主义則帶有干涉主義的色彩。
新保守主义者主要来自内心充满幻灭感的自由派人士和左派人士，而且, 他们的思想大多被認為源自於列奥·施特劳斯的著作（儘管部份人 如政治學家史蒂文·B·史密斯(Steven B. Smith)教授否定列奥·施特劳斯開創了新保守主義這個説法的正確性）。正如其代表人物欧文·克里斯托所言：“新保守主义者就是一个自由主义者，为现实所蒙蔽的自由主义者。”
新保守主义者在出現初期，普遍认为民主党在不现实的国内改革和和平外交理念方面，已经往左翼走得太远了。新保守主义者尤其反对总统林登·约翰逊在20世纪60年代中期實行的“伟大社会”（Great Society）計劃，该运动旨在消除美国的贫困与犯罪率，但有些社會自由主義者认为 “伟大社会”从未有过任何被实现的机会，原因是越战消耗了大部分的国家财政，而新保守主义者认为，“伟大社会运动”运作得很糟糕，许多项目没有任何实际成果。城市变得更乱，教育标准下滑，医疗补助惊人地昂贵，并产生了一个依赖福利的贫困阶层，人们缺乏工作的动力。新保守主义者谈论的，是这些用意良好的自由主义计划所产生的消极的“看不见的后果”。有一点特别地令新保守主义者愤怒，即“积极的歧视性政策”（平權法案）似乎给少数民族在工作方面以更优惠的待遇，有时甚至超过了训练有素的白人。新保守主义者还特别诟病“积极的歧视性政策”在学术职位的分配方面，新自由主义者、白人、男性教授有时不得不与非洲裔、拉美裔和高學歷女性共同争夺教职，因而可能有逆向歧視的出現。
许多新保守主义者对20世纪60年代兴起的道德相对主义感到恐惧及厭惡。这些简单化的概念，比如“感觉好的就是对的”、“凡事取决于你自己的观点”、所謂的“多元文化主义”，把许多原本的自由派人士变成了新保守主义者。具有反讽意味的是，一些新保守主义者是此前希望通过强调论点、文化的相对性来拓宽学生视野的大学教授。结果却是，学生变得比启蒙前更加空虚。

### 巔峰

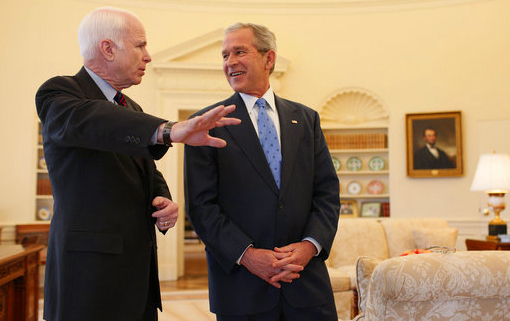
第43任美國總統喬治·W·布什和剛取得2008年美國總統選舉共和黨初選提名資格的參議員約翰·麥肯2008年3月5日在白宮會面。兩人在2000年代均為共和黨和新保守主義的代表。

在小布什執政时期，有着较高地位的新保守主义者普遍支持發動伊拉克战争，他们认为 战争既是为了保卫美国利益，也可以把伊斯蘭教世界拉入自由世界阵营 以消除恐怖主义的威胁。许多传统上的共和党舊保守主义者，虽然普遍有孤立主義的傳統，也不喜欢远隔大洋的“十字军东征”式的反恐战争，但是他們仍与新保守主义者在此问题上取得部分的一致。約翰·麥肯也是共和黨黨內的新保守主義者的代表人物。因為共和黨和小布什政府2000年代多次發動對外戰爭，所以新保守主義在國內開始不再受到歡迎。

### 衰落
新保守主义在2010年代具右翼民粹主義色彩的茶黨運動崛起後影響力逐步減少，在2016年美國總統選舉，唐納德·特朗普參選並成為共和黨總統候選人後，不少新保守主义者強烈反對特朗普，部分成為「Never Trump movement」（绝不要特朗普运动）成員，並且改為支持屬於民主党的希拉里·克林頓。特朗普本人被一些政評人認為既非新保守主義者 也非孤立主義者。雖然特朗普成為美國總統後，不少屬於共和黨的新保守主義者如約翰·波頓選擇加入特朗普政府，但是許多新保守主義者強烈反對特朗普。
特朗普於2016年當選一事被認為是對新保守主義勢力的沉重打擊。2024年美國大選開始之前，新保守主義者被認為已經失去了對共和黨的控制。特朗普於2024年再次當選之後，雖然曾經任命了一些曾被認為是新保守主義者的政治家為國家安全顧問等等，但是有觀察家認為這些人已經改變立場，成為美國優先這個理念的提倡者，故此其所持有的觀點更加符合特朗普的政治立場，意味着新保守主義者在共和黨黨內已經被邊緣化。

## 主張

### 整體觀點
2009年1月，喬治·W·布什總統第二任期結束時，卡耐基國際事務倫理委員會的高級研究員、新保守主義的著名批評者喬納森·克拉克（Jonathan Clarke）表示他認為“新保守主義的主要特徵”包括下列特點:   “傾向於運用善惡二分法看待世界”、“對於外交手段的容忍度較低”、“隨時準備使用武力”、“強調美國的單邊行動”、“蔑視多邊組織”及“關注中東”。

### 關於外交政策的意見
在外交政策方面，新保守主義者主要關心的是防止新競爭對手的發展。《國防規劃指南》於1992年由負責政策的國防部副部長保羅·沃爾福威茨所編寫，被北卡羅來納大學人文學科傑出教授約翰·麥高恩（John McGowan）稱為“新保守主義思想的典型陳述”。該報告宣稱：
我們的首要目標是防止新的競爭對手出現，無論是在前蘇聯領土上還是在其他地方，如同蘇聯以前所構成的威脅，它將會構成類似的威脅。這是新區域防禦戰略的一個主要考慮因素，並且要求我們努力防止任何敵對勢力主宰一個在統一勢力控制下的資源足以產生統治全球的力量的地區。
試圖描述新保守主義學派內部的演變，會因以下事實而陷入困境:   很難從各種不同的聲音中提煉出新保守主義的連貫版本，而這些聲音卻被認為是屬於新保守主義的。一方面是前大使珍妮·柯克帕特里克等人 ，他們的觀點雖然強硬，但是在根本上仍然符合現實政治。通過智囊團、媒體和政府官員施加影響的更加制度化的新保守主義棄絕了現實政治，從而棄絕了柯克帕特里克主義（Kirkpatrick Doctrine）。這種態度成為推動美國積極支持各個專制國家民主轉型的動力。
二十世紀九十年代，這一現代新保守主義派別的主要思想家羅伯特·卡根和比爾·克里斯托爾發表了一篇文章，其中闡述了他們所謂的新里根主義外交政策當中的基本原則。其中，他們拒絕認為冷戰結束後 世界“恢復正常”，並且認為美國應該加倍努力捍衛和擴展自由國際秩序。他們將其外交政策方針的根源追溯到美國作為一個革命的、自由的資本主義共和國的基礎。與現實政治的擁護者相反，他們認為國內政治和外交政策是密不可分的，因此任何國家在各自的國際行為中自然會受到意識形態、理想和道德觀念的影響。因此，這種典型的新保守主義立場試圖克服關於現實主義和理想主義的二分法丶強調由價值觀所驅動的外交政策不僅符合美國的歷史傳統，而且符合美國開明的自身利益。

### 經濟學觀點
雖然新保守主義者主要關注外交政策，但是也有一些關於國內經濟政策的討論。新保守主義一般支持自由市場和資本主義和重視供應經濟學，但它與古典自由主義和財政保守主義之間有幾個分歧。歐文·克里斯托指出，新保守主義者對預算赤字表現出更爲寬鬆的態度，並且傾向於回絕哈耶克所提出的觀點，即政府對於社會和公共福利的影響力的增長是“通往奴役之路”。克里斯托爾認爲，事實上，為了捍衛民主，政府干預和預算赤字有時可能是必要的。在所謂的“與資本主義和解”之後，自詡的“新保守主義者”往往傾向於減弱福利國家，而不是消除福利國家。
新保守主義強調，雖然自由市場確實以一種有效的方式提供物質商品，但是它缺乏滿足人類需求所需的道德指導。他們聲稱道德只能在傳統中被找到，市場確實提出了單靠經濟學無法解決的問題，他們認爲：“因此，既然經濟只是我們生活的一部分，就不能讓它接管並完全支配我們的社會。”批評者認爲新保守主義是一種好戰的和“英雄主義式”的意識型態，它反對“重商主義”和“資產階級”的美德，因此是“反經濟思想的變種”。政治學家澤夫·斯特恩赫爾說：“新保守主義成功地使絕大多數美國人相信，一個社會的主要問題不是經濟問題，而社會問題實際上是道德問題。”

## 與托洛茨基主義之間的關係
部份人認為，由於新保守主義的創立人包括前托洛茨基主義者，因此托洛茨基主義特徵繼續成為新保守主義在意識型態上和實踐上的特徵。 在里根執政期間，有人指責里根政府的外交政策是由前托洛茨基主義者所控制的。這一説法被新保守主義者、前托洛茨基主義者利普塞特引用。記者邁克爾·林德 (Michael Lind) 重複並擴大了這一“托洛茨基主義”指控，聲稱前托洛茨基主義者控制了喬治·W·布什政府的外交政策；林德關於“將國防知識分子與傳統和理論相結合”、“主要是猶太裔美國托洛茨基主義運動”的觀點在 2003 年受到密歇根大學教授艾倫·M·沃爾德（Alan M. Wald）的批駁，他曾在《紐約知識分子的歷史》一書中討論了托洛茨基主義。
弗朗西斯·福山也指責新保守主義與列寧主義有關。他認為 雖然新保守主義者尋求建構自由民主制而不是實現共產主義，但是兩者都相信“社會演化的長期過程的存在性”。 他寫道：「（新保守主義者）相信 只要正確地運用權力和意志，就能推動歷史前進。列寧主義在布爾什維克版本中是一場悲劇，而在美國的實踐中又變成了鬧劇。新保守主義作為一種政治象徵和思想體系，已經演變成我無法再支持的東西。」然而, 這些比較忽略了作為列寧主義核心觀點的反資本主義及反帝國主義立場，這與新保守主義的核心信念相矛盾。

## 抨擊
新保守主義因其激進的思想和武斷的觀點而受到廣泛抨擊，在歐巴馬執政時期，新保守主義在美國國內變得十分不受歡迎。

### 在外交政策方面上所受的抨擊
E-國際關係（E-International Relations）於2009年6月1日發表了由國際關係學家史蒂芬·麥格林奇（Stephen McGlinchey）博士所寫的文章，在文中，作者審視了新保守主義的各種觀點，並且引述了著名國際關係學家約翰·伊肯伯里 (John Ikenberry)教授所提出的批駁意見，後者對新保守主義作出了廣泛的抨擊，指出它遠沒有創造一個單極時代，而在2004 年明顯地失敗之前，它只經歷了“一時”的聚光燈，關於反恐戰爭的意識形態在政治和經濟上都是不可持續的；美國的軍事力量被錯誤地估計了；單極與多極相比是不合法的，搶佔也是不合法的；新保守主義在意識型態方面上是不穩定的、粗暴的和種族中心主義式的，此外，著名國際關係學家約翰·米爾斯海默教授在其著作《以色列遊說集團和美國外交政策》中表示他認為許多新保守主義者與支持以色列國的遊說集團之間有着過於密切的關係，新保守主義出版物《評論》對此的回應只是草率地給約翰·米爾斯海默扣上了反猶太主義者的帽子和貶低該書的價值，卻沒有正面批駁其觀點，約翰·米爾斯海默對《評論》所提出的意見作出了反駁，並且表示他是親猶太主義者，在文章的尾段，作者最後得出結論：「新保守主義沒有準確地認識到美國的軍事力量、民主化的力量，或者世界人民在令人信服的相反證據中未能接受其意識型態說服力，特別是在伊拉克局勢惡化的情況下。看來，新保守主義的說服遠沒有起到造成歷史終結的作用，反而引發了全球體系的合法性危機。」 

## 影響
雖然人們普遍認為在美國國內，新保守主義已經衰落，
但是有學者認為它的影響力仍然存在。然而，特朗普於2024年美國大選中獲勝之後，一些觀察家認為新保守主義已經開始衰亡。

## 延伸閱讀
- 《Political Science》第12版，Michael G. Roskin著，PEARSON出版，ISBN 9780205075942